# مهدي الطالقاني
السيّد مهدي بن رضا بن أحمد الطالقاني (1848 - 1924) كاتب وشاعر عراقي. ولد في النجف ونشأ فيها دارسًا على كبار علماء عصره، فبرز بعد مدّة واحدًا من الفضلاء حَسَني السيرة، شاعرًا مطبوعًا وأديبًا مرموقًا. له ديوان شعر جمعه محمد حسن الطالقاني. 

## سيرته
ولد مهدي بن رضا بن أحمد الطالقاني في النجف سنة 1265 هـ/ 1848 م. تلقى علومه الأولى عن أخيه خالد الطالقاني، وابن عمه محمود الطالقاني، وخاله جعفر الشرقي، فتعلم القراءة والكتابة ومبادئ العلوم، ثم تعلم الفقه والأصول وعلوم العربية والشريعة على علماء عصره، منهم: جواد محي الدين، ومحمد بحر العلوم، وإبراهيم بن محمد الغراوي، وإبراهيم بن قاسم آل مظفر، ثم اتجه للدراسات العليا فحضر الفقه على ميرزا الطالقاني، ومحمد طه نجف، وآغا رضا الهمداني، ومحمد كاظم اليزدي، وحسين الخليلي، ثم حضر الأصول على محمد باقر الأصطهباناتي وعلى محمد النجف آبادي، وأخذ الأخلاق الإلهية عن حسين قلي الهمداني.

كان له بساتين وأراض في بلدة بدرة يعيش على ريعها. نشط في المطارحات والمساجلات مع إخوانه وشعراء عصره.

توفي في مسقط رأسه سنة 1343 هـ/ 1924 م.

## شعره
ذكره عبد العزيز البابطين في معجمه وقال «نظم في الأغراض المألوفة؛ من مديح ورثاء وتهنئة، وحماسة وفخر ووجدانيات وإخوانيات؛ فمدح النبي وآل بيته، ورثى سيد الشهداء، وهنأ شيوخه وأصدقاءه، وأفاد من الموروث الشعري القديم في معانيه وأخيلته، كما نظم الموشحات والألغاز والأحاجي. لغته سلسة، ومعانيه تقليدية متكررة، وبلاغته قديمة.» 